# 堀井敬太
堀井 敬太（ほりい けいた、1980年9月15日 - ）は、日本の政治家。北海道伊達市長（1期）。

## 来歴
伊達市出身。伊達市立伊達西小学校、伊達市立光陵中学校、北海道室蘭栄高等学校を経て、京都外国語大学に入学。卒業後は同志社大学大学院総合政策科学研究科に入り、2006年に修了。同年監査法人トーマツに入る。同監査法人で17年間勤務する。2023年トーマツを3月で退職。4月の伊達市長選挙へ立候補する。選挙戦では、「子育て世帯への支援を充実させる」と訴え、「高校生までの医療費や第3子以降の給食費の無償化」、「子どもたちが資格を取得するためのサポート体制の強化」などを掲げ、元道議会議員を破り、初当選した。